# Herb Trawick
Herb Trawick (1921 à Pittsburgh, Pennsylvanie, États-Unis - 1985 à Montréal, Québec, Canada) est un joueur de football canadien. Il est le premier Afro-Américain à jouer dans la Ligue canadienne de football et passe toute sa carrière (1946 - 1957) comme joueur des lignes offensive et défensive des Alouettes de Montréal.
Trawick joue au football universitaire au sein de l'Université d'État du Kentucky. Il est recruté par la nouvelle franchise des Alouettes de Montréal de la Ligue canadienne de football par Leo Dandurand et Lew Hayman lesquels sont intéressés d'engager un joueur afro-américain à l'instar du club de baseball de la ville, les Royaux de Montréal et qui comptaient dans leurs rangs Jackie Robinson.
Au cours de ses 12 saisons avec les Alouettes, Trawick est désigné joueur étoile à sept reprises (1946 à 1950, 1954 et 1955). Il participe à quatre finales de la coupe Grey. Il se distingue en devenant l'un des rares joueurs de ligne offensive à marquer un touché lors d'un match de la coupe Grey. Il s'agit de la finale 1949 jouée à Toronto avec la victoire de Montréal sur les Stampeders de Calgary ce qui leur permet de remporter leur premier titre. Les trois autres finales disputées par les Alouettes à cette époque (1954, 1955 et 1956), se soldent par des défaites face aux Eskimos d'Edmonton.
En 1951, il est désigné capitaine des Alouettes.
Trawick devient citoyen canadien en 1953 et demeure à Montréal après sa retraite de joueur de football jusqu'à son décès en 1985. Son numéro 56 est retiré par les Alouettes en 1970. Il est intronisé au Temple de la renommée du football canadien en 1975 et au Panthéon des sports du Québec à titre posthume en 1995. En son honneur, la ville de Montréal inaugure le parc Herb-Trawick situé dans le quartier Petite-Bourgogne,.